# Feng Zhang
Feng Zhang, född 1981 i Shijiazhuang i Kina, är en amerikansk molekylärbiolog.
Feng Zhang växte upp i Kina och kom 1993 med sin familj till Des Moines i Iowa i USA. Han började intressera sig för genforskning som gymnasist. Han tog en kandidatexamen i kemi och fysik på Harvard College 2004 och disputerade i kemi på Stanford University 2009.
Han är mest känd för att ha spelat en central roll i utvecklandet av optogenetik, en teknologi genom vilken hjärnans elektriska aktiviytet kan kontrolleras med ljuskänsliga proteiner, och CRISPR/Cas9-teknologi. Feng Zhang fick tillsammans med Jennifer Doudna och Emmanuelle Charpentier 2014 års Gabbay Award för utveckling av CRISPR-teknologin för preciserat utbyte av DNA-strängar i genomet.
Feng Zhang är verksam framför allt på Massachusetts Institute of Technology.